# Balofloxacin
Balofloxacin (INN) là một loại kháng sinh fluoroquinolone. Nó được bán dưới tên thương hiệu Q-Roxin tại Hàn Quốc. Nó không được FDA chấp thuận cho sử dụng tại Hoa Kỳ.